# ويتني ماكميلان
ويتني ماكميلان (بالإنجليزية: Whitney MacMillan)‏ هو شخصية أعمال أمريكي، ولد في 25 سبتمبر 1929.